# Matt Talbot
Matthew Talbot (2 tháng 5, 1856 – 7 tháng 6, 1925) là một tu sĩ khổ hạnh người Ireland. Ông được nhiều tín hữu Công giáo tôn kính bởi lòng mộ đạo, bác ái và việc hãm mình ép xác của ông.
Khi còn sống, ông Talbot làm nghề lao động chân tay và sống một mình hầu như suốt cuộc đời, mặc dù có một khoảng thời gian ông từng sống cùng với mẹ ruột. Đáng lẽ ra cuộc đời của ông đã không được nhiều người biết đến cho tới thời điểm ông qua đột ngột qua đời trên một con phố thuộc thành phố Dublin vào năm 1925, khi đó người ta đã phát hiện ra rằng ông đã dùng nhiều sợi dây xích và cáp kim loại buộc vào người để ép xác.
Dù Giáo hội Công giáo chưa chính thức công nhận ông là một vị thánh, ông được Giáo hoàng Phaolô VI tuyên bố là "Đấng đáng kính" vào năm 1975 và được đặt làm quan thầy của những người đấu tranh với chứng nghiện rượu. Giáo hội Công giáo mừng kính ông vào ngày 19 tháng 6 hằng năm.